# Бое (дистрикт)
Бое (енг. Boe) је дистрикт у Науруу. Дистрикт се налази на југозападном делу острва. Дистрикт има површину од 0,5 квадратних километара, што га чини најмањим дистриктом на Науруу (нешто је већи од Ватикана). Има популацију од 950 становника. Граничи се са дистриктом Аиво на северу, са дистриктом Буада на североистоку и са дистриктом Јарен на југоистоку. Он је део изборне јединице Бое.

## Насеља
До 1968. године на данашњој територији округа било је подручје где се налазило четири села.
| Историјска села Бое |
| ------------------- |
| Анамангидрин        |
| Атубвинумар         |
| Битеје              |
| Кареуб              |

## Познати људи
- Барон Д. Вака - председник Науруа
- Кинза Клодумар - председник Науруа